# Ричути (Кјети)
Ричути (итал. Ricciuti) је насеље у Италији у округу Кјети, региону Абруцо.
Према процени из 2011. у насељу је живело 23 становника. Насеље се налази на надморској висини од 127 м.